# Leo Štulac
Leo Štulac (Koper, Región de Litoral-Karst, Eslovenia, 26 de septiembre de 1994) es un futbolista esloveno que juega como centrocampista en la A. C. Reggiana 1919 de la Serie B de Italia y en la selección de fútbol de Eslovenia.

## Trayectoria

### Koper
Štulac inició su carrera como futbolista profesional en el Koper, club de la primera división y de la ciudad donde nació. El 2 de abril de 2011 y con 16 años y 6 meses, Leo debuta oficialmente en una goleada por 3-0 sobre el Maribor. El joven centrocampista entró al minuto 72 en lugar de Mitja Brulc, quien se retiró lesionado. Tuvo algunos minutos en otros partidos de esa y la siguiente temporada hasta que en la campaña 2012/13 anotó su primer gol.
El 17 de abril de 2013, jornada 25 de la liga eslovena marcó en la victoria por 3-1 ante el NŠ Mura, partido en el cual también asistió a su compañero Goran Galešić.
Aunque su equipo disputaba los primeros puestos de la Primera Liga de Eslovenia, recién en su quinta temporada en el club fue cuando adquirió regularidad, volviéndose titular y ayudando a su equipo a conseguir la Copa de Eslovenia 2014/15. En la siguiente campaña tuvo su mejor registro goleador anotando 6 veces en 29 partidos de liga.

### Venezia
El 15 de julio de 2016, se unió al Venezia de la Serie C. Hizo su debut el 8 de diciembre de 2016 por la segunda ronda de la Coppa Italia Serie C, jugando los 90 minutos en la goleada por 4-0 sobre el Südtirol. En los octavos de final, marcó su primer gol con el Venezia en el empate 1-1 ante el Reggiana, partido en el que Venezia clasificó a siguiente ronda venciendo 5-3 en penales y con Štulac anotando el penal definitivo. No solo su club consiguió este título, sino que también logró el primer lugar del grupo B en el campeonato de tercera división, logrando el ascenso a la Serie B.
A mediados de la temporada 2017/18, Štulac terminó asentándose como titular en el mediocampo del Venezia ayudando a su equipo a clasificar a los play-offs de ascenso. Aunque no pudieron ascender, Štulac dejó buenos números, anotando 7 veces y dando 4 asistencias en 24 partidos.

### Parma
El 30 de junio de 2018, Štulac fichó por el Parma, que volvió a la Serie A tres años después de la quiebra que había enviado al club a la Serie D. El volante esloveno firmó por cinco años hasta el 30 de junio de 2023.
El 12 de agosto de 2018 debutó oficialmente en la derrota por la mínima diferencia ante el Pisa, por la segunda ronda de la Copa Italia 2018-19. Aunque empezó la temporada como titular, poco a poco fue perdiendo su lugar en el centro del campo del Parma, sumado a una lesión de tobillo que lo ausentó dos meses, sin embargo, logró disputar 27 partidos en total, dando una asistencia.

### Empoli
El 26 de julio de 2019, el Empoli hizo oficial su incorporación a título definitivo y el 11 de agosto hizo su debut con el equipo en el triunfo por 2-1 sobre Reggina por la Copa Italia.

## Selección nacional
Štulac forma parte de la selección de fútbol de Eslovenia con la cual ha disputado 7 partidos. Debutó el 9 de septiembre de 2018 en la derrota por 2-1 ante Chipre en un encuentro válido por la Liga C de la Liga de Naciones de la UEFA 2018-19. Ese día disputó 13 minutos, reemplazando a Jasmin Kurtić.
También ha integrado las categorías juveniles sub-17, sub-18, sub-19 y sub-21 de Eslovenia.

## Clubes y estadísticas
Actualizado el 13 de mayo de 2025.
| F. C. Koper Eslovenia | 2010-11       | 1.ª           | 4   | 0  | 0  | 0 | 0 | 0 | 4   | 0  |
| F. C. Koper Eslovenia | 2011-12       | 1.ª           | 9   | 0  | 0  | 0 | 0 | 0 | 9   | 0  |
| F. C. Koper Eslovenia | 2012-13       | 1.ª           | 10  | 2  | 0  | 0 | — | — | 10  | 2  |
| F. C. Koper Eslovenia | 2013-14       | 1.ª           | 14  | 0  | 1  | 0 | — | — | 15  | 0  |
| F. C. Koper Eslovenia | 2014-15       | 1.ª           | 28  | 0  | 5  | 1 | 1 | 0 | 34  | 1  |
| F. C. Koper Eslovenia | 2015-16       | 1.ª           | 29  | 6  | 3  | 0 | 0 | 0 | 32  | 6  |
| F. C. Koper Eslovenia | Total club    | Total club    | 94  | 8  | 9  | 1 | 1 | 0 | 104 | 9  |
| Venezia F. C. · Italia | 2016-17       | 3.ª           | 13  | 0  | 5  | 2 | — | — | 18  | 2  |
| Venezia F. C. · Italia | 2017-18       | 2.ª           | 24  | 7  | 0  | 0 | — | — | 24  | 7  |
| Venezia F. C. · Italia | Total club    | Total club    | 37  | 7  | 5  | 2 | 0 | 0 | 42  | 9  |
| Parma Calcio 1913 · Italia | 2018-19       | 1.ª           | 26  | 0  | 1  | 0 | — | — | 27  | 0  |
| Parma Calcio 1913 · Italia | Total club    | Total club    | 26  | 0  | 1  | 0 | 0 | 0 | 27  | 0  |
| Empoli F. C. · Italia | 2019-20       | 2.ª           | 24  | 2  | 2  | 0 | — | — | 26  | 2  |
| Empoli F. C. · Italia | 2020-21       | 2.ª           | 36  | 3  | 1  | 0 | — | — | 37  | 3  |
| Empoli F. C. · Italia | 2021-22       | 1.ª           | 23  | 2  | 3  | 0 | — | — | 26  | 2  |
| Empoli F. C. · Italia | 2022-23       | 1.ª           | 0   | 0  | 1  | 0 | — | — | 1   | 0  |
| Empoli F. C. · Italia | Total club    | Total club    | 83  | 7  | 7  | 0 | 0 | 0 | 90  | 7  |
| Palermo F. C. · Italia | 2022-23       | 2.ª           | 11  | 0  | —  | — | — | — | 11  | 0  |
| Palermo F. C. · Italia | 2023-24       | 2.ª           | 21  | 4  | 1  | 0 | — | — | 22  | 4  |
| Palermo F. C. · Italia | Total club    | Total club    | 32  | 4  | 1  | 0 | 0 | 0 | 33  | 4  |
| A. C. Reggiana 1919 · Italia | 2024-25       | 2.ª           | 12  | 0  | 0  | 0 | — | — | 12  | 0  |
| A. C. Reggiana 1919 · Italia | Total club    | Total club    | 12  | 0  | 0  | 0 | 0 | 0 | 12  | 0  |
| Total carrera | Total carrera | Total carrera | 284 | 26 | 23 | 3 | 1 | 0 | 308 | 29 |
| (1)Incluye datos de la Copa de Eslovenia (2013/14, 2014/15 y 2015/16), Coppa Italia Serie C (2016/17) y Copa Italia (2018/19 y 2019/20). (2)Incluye datos de la Liga Europa de la UEFA (2014/15). |               |               |     |    |    |   |   |   |     |    |

## Palmarés

### Campeonatos nacionales
| Título                 | Club          | País      | Año     |
| ---------------------- | ------------- | --------- | ------- |
| Copa de Eslovenia      | F. C. Koper   | Eslovenia | 2014-15 |
| Supercopa de Eslovenia | F. C. Koper   | Eslovenia | 2015    |
| Serie C                | Venezia F. C. | Italia    | 2016-17 |
| Coppa Italia Lega Pro  | Venezia F. C. | Italia    | 2016-17 |